# Rolla (Dacota do Norte)
Rolla é uma cidade localizada no estado norte-americano de Dacota do Norte, no Condado de Rolette.

## Demografia
Segundo o censo norte-americano de 2000, a sua população era de 1417 habitantes.
Em 2006, foi estimada uma população de 1447, um aumento de 30 (2.1%).

## Geografia
De acordo com o United States Census Bureau tem uma área de
3,2 km², dos quais 3,2 km² cobertos por terra e 0,0 km² cobertos por água.

## Localidades na vizinhança
O diagrama seguinte representa as localidades num raio de 20 km ao redor de Rolla.